# История на България (Петър Богдан)
 Тази статия е за историографския труд на Петър Богдан.  За друго значение вижте История на България (пояснение).  
Историята на България от Петър Богдан с оригинално заглавие „De antiquitate Paterni soli, et de rebus Bulgaricis ad suos Compatriotas“ (на български: „За древността на бащината земя и за българските дела към неговите сънародници“), завършена около 1667 г., е най-ранният известен историографски труд по история на България, предхождащ с около век написаната в 1761 г. от католическия отец Блазиус Клайнер „История на България“ и труда „История славянобългарска“ на Паисий Хилендарски от 1762 г.
Текстът на историята е неизвестен до 1979 г., когато във Ватикана са намерени 9 страници препис от историята, съдържащи увод, 3 глави и част от четвърта. Дотогава за нея се знаело единствено от сведения в писма на Петър Богдан. През 2017 г. в университетската библиотека на италианския град Модена от проф. Лилия Илиева е открит и целият авторов ръкопис на историята и през 2020 г. е издаден като книга – от Университетско издателство „Неофит Рилски“ като факсимилно издание и от Университетско издателство „Св. Климент Охридски“ с превод на български и коментари от д-р Цветан Василев.. Целият текст на съчинението е разпределен в 70 глави.

## Предистория
Последното значимо историописно съчинение от средновековието, посветено на историята на България, е Анонимна българска хроника от началото на XV век, която хронологично описва събитията от българската и балканската история в периода от 1296 до 1413 г., т.е. практически почти до самия край на българската държавност.

Интересът към миналото на България и българите в историографията се слага в трудовете на Йохан Леунклавий, Мавро Орбини, Шарл Дюканж, Цезар Бароний, Йосиф Асемани и други автори от 16 – 17 век. По онова време възниква византологията, а според редица автори и изследователи, като Васил Златарски, 
| „ | както българската история не може да се изучава без познанието на византийската, така и много въпроси на византийската история не могат да бъдат разяснени без знанието на българската. | “ |

В чисто балкано-български аспект в началото на ХVІІ век, непосредствено след Първото търновско въстание, излиза „Царството на славяните“ на Мавро Орбини. В контекста на сблъсъка между Османската империя и Свещената Римска империя целият ХVІІ век е белязан от преобладаващата католическа активност и влияние върху българските земи. В този смисъл началото на българската историография възниква под натиска на католическата историография.

## История
Петър Богдан още през 1643 г. пише в писмо, че иска да има повече време за литературни занимания.
Видно от докладите до Конгрегацията на Петър Богдан, той добива значими знания по история и география на българските земи. Докладите му имат характеристики на пътеписи, въпреки че са писани по служба. Бакшев постепенно достига до извода за познавателното значение на историографските трудове, затова се заема да напише такъв труд и да го отпечата. По онова време книгопечатането е широко застъпено в Европа. Към 1667 г. написва на латински „История на България“. Възнамерява да я отпечата във Венеция, но не намира достатъчно средства за това. Обръща се за помощ към Конгрегацията и изпраща на нея ръкописа си с молба да бъде отпечатан. До смъртта му обаче през 1674 г. творбата не излиза от печат.
В архивите на Ватиканската библиотека Божидар Димитров открива част от труда – увод с 4 глави. Откритият ръкопис съдържа бележки на рецензента, от който проличава, че трудът се състои от около 20 глави. Тази малка уводна част е достатъчна, за да се направят някои важни изводи за съчинението и авторските подтици и мотиви.
В увода си към произведението Петър Бакшев ясно и трогателно изразява любовта си към родната българска земя. Това е изключение, понеже никой книжовник от онова време в българските земи не дава пряк израз на патриотичните си чувства. От съдържанието на откритите 4 глави личи, че авторът си е поставил за цел да напише цялостна история на българския народ, която иска да представи с нейните най-значителни моменти, при това максимално обективно. Бакшев се стреми към достоверност и критически поглед към изворите. Убеден е, че историографът не трябва да изхожда само от книгите, но и от личните си наблюдения и знания. Следователно Бакшев има намерението да постави българската история на по-широка рамка, да я свърже с предания, с наблюдения над старини, да разкаже нещо и за българската природа. Казаното от Петър Богдан дава основание да се предполага широк план, докосване до много не само историографски въпроси, свързани с духовната и политическата история на българите.

## Значение
Намерените през 1979 г. 4 глави показват широка историческа осведоменост. Отначало се разказва за заселването на прабългарите южно от Дунава, за прародината, за основаването на българската държава. Ценното в тази първа само българска история за българското самосъзнание е погледът към историческото минало като опора на настоящето, като средство за вдъхновение и разпалване на патриотични чувства и самочувствие, позволяващи формулирането на цели и задачи за бъдещето.
Петър Бакшев е първият български историк не само с идеята за написване на „История на България“, но и с научния си подход към събитията и източниците, преодолявайки средновековния хронологически историзъм. Петър Бакшев създава революционна българска организация, която вдига през 1688 г. Чипровското въстание, последвано от Карпошовото въстание в западните български земи и предхождано от Второто Търновско въстание.
Краят на ХVІІ век, освен че бележи края на преобладаващото католическо влияние върху българските земи, изкарва на дневен ред в европейската политика т.нар. Източен въпрос след успешната за Свещената лига голяма турска война, завършила с Карловацкия конгрес и Константинополския мирен договор от 1700 г.